# Solomogryllacris simplex
Solomogryllacris simplex är en insektsart som beskrevs av Willemse, C. 1953. Solomogryllacris simplex ingår i släktet Solomogryllacris och familjen Gryllacrididae. Inga underarter finns listade i Catalogue of Life.